# مارتن لاورسن

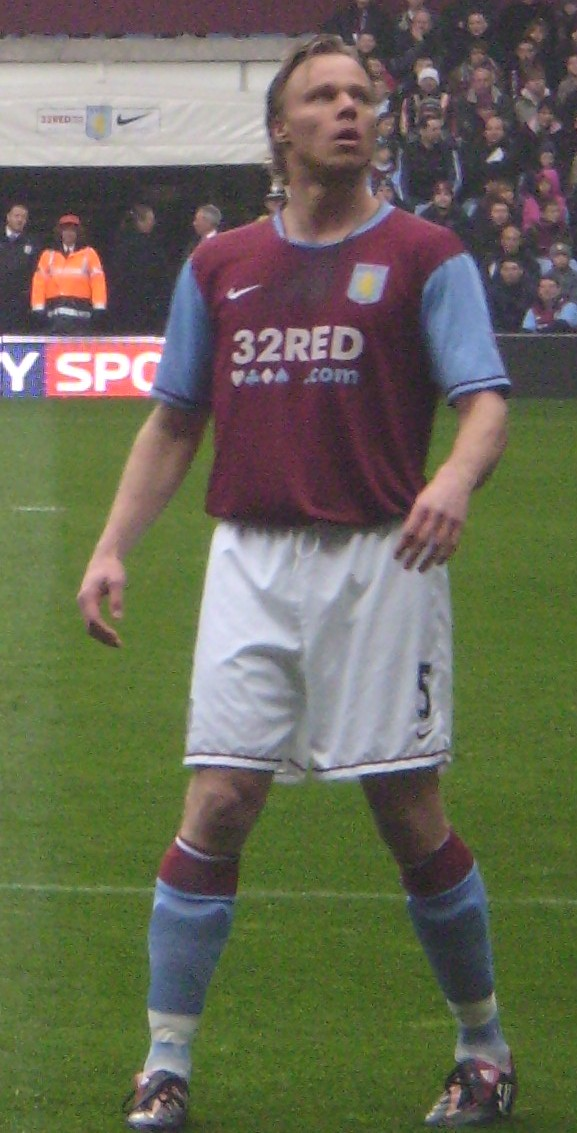
مارتن لاورسن

مارتن لاورسن (بالدنماركية: Martin Laursen)‏، من مواليد 26 يوليو 1977 في فارفانغ في الدنمارك، لاعب كرة قدم دنماركي.
بدأ مسيرته الكروية مع نادي سكليبورغ في عام 1995، ولعب معهم حتى عام 1998، وشارك معهم في 35 مباراة وسجل هدف واحد، وفي عام 1998 انتقل إلى نادي فيرونا الإيطالي، ولعب معهم حتى عام 2001، وشارك معهم في 56 مباراة وسجل هدفين، وفي عام 2001 انتقل إلى نادي بارما الإيطالي، وفي عام 2001 انتقل إلى نادي إيه سي ميلان الإيطالي، ولعب معهم حتى عام 2004، وشارك معهم في 41 مباراة وسجل هدفين، ومنذ عام 2004 وهو يلعب مع نادي أستون فيلا الإنجليزي.
و قد بدأ باللعب مع منتخب الدنمارك لكرة القدم في عام 2000.

## مسيرته الكروية
لعب مارتن لاورسن خلال مسيرته الاحترافية مع 4 أندية في أربعة عشر موسمًا وسجل خلالها 13 هدفًا ضمن 217 مباراة. حيث فاز في موسم واحد بالكأس وفي موسم واحد بالدوري.
خاض مارتن لاورسن مسيرته مع نادي سيلكيبورج في موسم 1995–96 واستمر معه طيلة ثلاثة مواسم، مشاركًا في 35 مباراة سجل خلالها هدفًا واحدًا. ثم انتقل إلى نادي هيلاس فيرونا في موسم 1998–99 واستمر معه طيلة ثلاثة مواسم، حيث شارك في 56 مباراة سجل خلالها هدفين. لينتقل بعدها إلى نادي إيه سي ميلان في موسم 2001–02 واستمر معه طيلة ثلاثة مواسم، مشاركًا في 42 مباراة سجل خلالها هدفين أيضًا. ثم انتقل إلى نادي أستون فيلا في موسم 2004–05 ليلعب معه خمسة مواسم، مشاركًا في 84 مباراة سجل خلالها 8 أهداف.

## روابط خارجية
- مارتن لاورسن على موقع IMDb (الإنجليزية)

- مارتن لاورسن على موقع الاتحاد الدولي (مؤرشف)  (الإنجليزية)
- مارتن لاورسن على موقع الاتحاد الأوربي (الإنجليزية)
- مارتن لاورسن على موقع قاعدة بيانات كرة القدم.إي يو (الإنجليزية)
- مارتن لاورسن على موقع ناشيونال فوتبول تيمز (الإنجليزية)
- مارتن لاورسن على موقع Soccerbase.com (لاعب) (الإنجليزية)
- مارتن لاورسن على موقع عالم كرة القدم.نت (الإنجليزية)
- مارتن لاورسن على موقع كووورة